# Frédéric Chassot
Frédéric Chassot (Montagny, Fribourg kanton, 1969. március 31. –) svájci labdarúgócsatár, edző.

## Pályafutása

### A válogatottban
16 alkalommal szerepelt a svájci válogatottban, 1989-ben mutatkozott be, 1991-től 6 évig nem szerepelt a nemzeti csapatban, de 1997-ben visszatért, és további nyolc alkalommal lépett pályára.

## Sikerei, díjai
Neuchâtel Xamax
- Svájci szuperkupa (2): 1988, 1990[1]

FC Sion
- Svájci bajnokság (1): 1996–97
- Svájci kupa (1): 1996–97[2]

FC Zürich
- Svájci kupa (1): 1999–2000[3]